# Петрушка (персонаж)

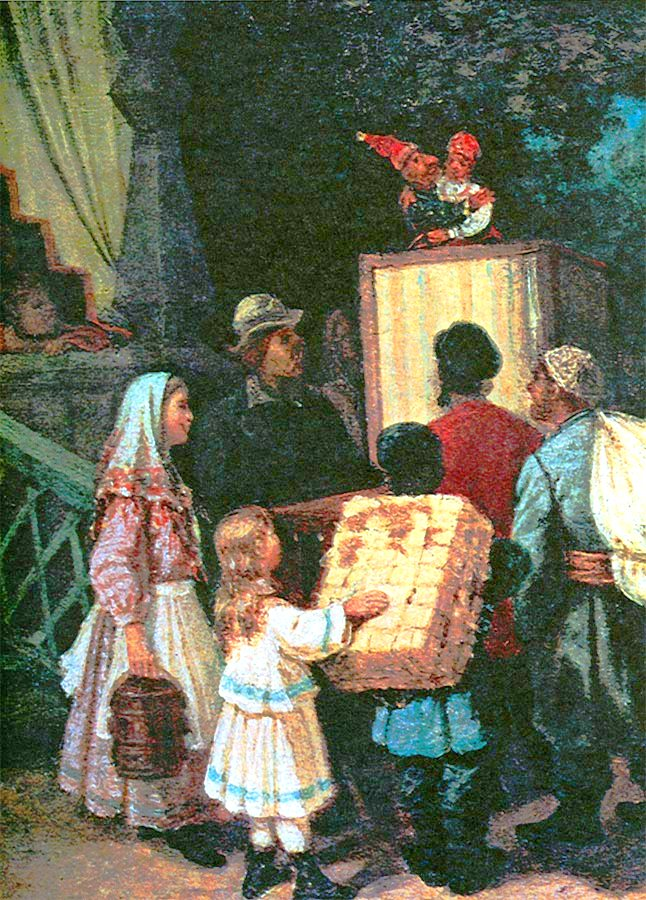
Л. И. Соломаткин, «Петрушка», 1878. Изображена сцена свадьбы Петрушки

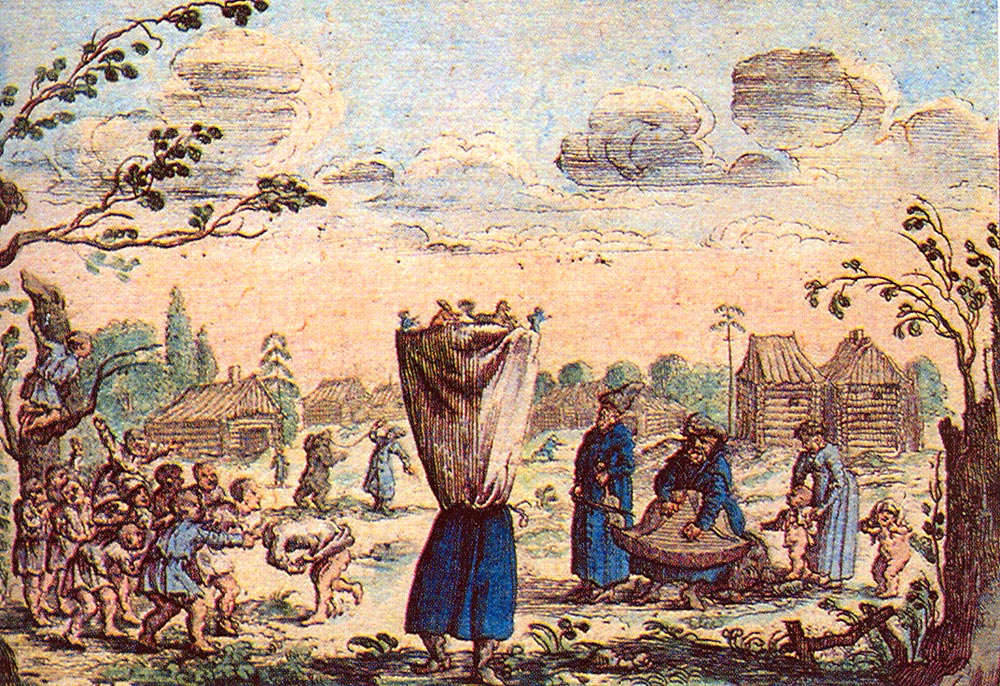
А. Олеарий. Кукольник. 1643

Петрушка (мусью Подчинель, мусью Паршинель, а также Пётр Иванович Уксусов, Ванька Рататуй) — персонаж русского народного кукольного театра, главный герой одноимённого комического представления. Изображается в красной рубахе, холщовых штанах и остроконечном колпаке с кисточкой. В словаре В. Даля это:

прозвище куклы балаганной, русского шута, потешника, остряка в красном кафтане и в красном колпаке; зовут Петрушкой также весь шутовской, кукольный вертеп.
Член Клуба весёлых человечков.

## Происхождение куклы
Происхождение этой куклы, появившейся в России во второй половине XIX века, достоверно не прояснено, хотя в России кукольный театр известен с XVII века (в частности, из археологических раскопок на территории Новокузнецка известна резная костяная накладка с вероятным изображением Петрушки, датируемая XVII-м веком; кроме того упоминание о кукольном театре, равно как и его зарисовка, содержится в «Описании путешествия Голштинского посольства в Московию и Персию» Адама Олеария, в них утверждается, что кукольники всегда выступали вместе с медвежьими вожаками, исполняя во время медвежьих комедий роль «козы»). Русские кукольники использовали марионеток (театр кукол на нитках) и перчаточных кукол. До XIX века предпочтение отдавалось Петрушке, к концу века — марионеткам, так как петрушечники объединились с шарманщиками.
Внешность Петрушки отнюдь не русская: у него преувеличенно большие руки и голова, гипертрофированы черты лица, само оно (вырезанное из дерева) обработано специальной растительной жидкостью, отчего выглядит более тёмным; большие миндалевидные глаза и огромный нос с горбинкой, совершенно белые глазные яблоки и тёмная радужная оболочка, за счёт чего глаза Петрушки кажутся чёрными. Внешность Петрушки ему досталась в наследство от итальянского Пульчинеллы. На руках у него по четыре пальца.
Типичное заблуждение — считать Петрушку младшим родственником более старших: неаполитанского Пульчинеллы, французского Полишинеля, английского Панча, турецкого Карагёза, германских Гансвурста и Касперле, испанского Дона Кристобаля и других, — при том, что все они являются театральными куклами-марионетками и управляются с помощью нитей. Единственный аналог Петрушки по технике вождения — кукла-перчатка Гиньоль, появившаяся в Лионе в начале XIX века.

…была создана фигура… известная всем народам… Это непобедимый герой народной кукольной комедии, он побеждает всех и всё: полицию, попов, даже чёрта и смерть, сам-же остаётся бессмертен. В грубом и наивном образе трудовой народ воплотил сам себя и свою веру в то, что в конце концов — именно он преодолеет всё и всех.— Максим Горький

## Описание театра
Кукольник скрывался за ширмой, которая стояла на земле и состояла из трёх рам, скреплённых между собой скобами и затянутых ситцем. О начале выступления оповещала шарманка, актёр для выступления использовал пищик (свисток). Позже, со смехом и репризой, актёр выбегал на сцену в красном колпаке и с длинным носом. Иногда шарманщик присоединялся к Петрушке, вёл диалог и повторял за ним фразы, так как из-за пищика речь была невнятной. Комедия с Петрушкой разыгрывалась на ярмарках и в балаганах.
В России «водили» Петрушку только мужчины. Чтобы сделать голос более громким и писклявым (это было необходимо как для слышимости на ярмарочных представлениях, так и для особой характерности персонажа), использовали специальный пищик, вставлявшийся в гортань. Речь у Петрушки должна была быть «пронзительной» и очень быстрой.

## Образ куклы
До середины XIX века в России Петрушка ещё не имел своего нынешнего имени. Чаще всего его тогда называли «Иван Ратютю» или «Иван Рататуй» (что выдаёт французские корни куклы). Существует версия о происхождении прозвища Петрушки от украинского слова «порятуй» (спаси). Нынешнее имя пришло к Петрушке после появления среди многочисленных его бытовых сценок миниатюры «Петрушка и городовой», в которой во время многочисленных нападок городовой говорит Петрушке: «У тебя и пашпорта-то нет!», на что Петрушка гордо отвечает: «Есть! По пашпорту я Пётр Иванович Уксусов!»
Из некоторых воспоминаний и дневников 1840-х годов следует, что Петрушку называли Петром Ивановичем Уксусовым. Известный российский кукольник Сергей Образцов называл Петрушку Петром Петровичем Уксусовым (рассказ «Четыре Братца») или Ванькой Рататуем.

## Сюжеты
Существовали основные сюжеты: лечение Петрушки, обучение солдатской службе, сцена с невестой, покупка лошади и испытание её. Сюжеты передавались от актёра к актёру, из уст в уста. Ни у одного персонажа русского театра не было популярности, равной Петрушке.
По распространённой, но недоказанной версии, пьесы с участием Петрушки входили ещё в репертуар скоморохов и состояли из юмористических сценок и диалогов. Каждая сценка изображала схватку Петрушки с тем или иным персонажем (схватки осуществлялись с помощью кулаков, палки и т. д.).
Обычно представление начиналось со следующего сюжета: Петрушка решает купить лошадь, музыкант зовёт цыгана-барышника. Петрушка долго осматривает лошадь и долго торгуется с цыганом. Потом Петрушке надоедает торг, и вместо денег он долго бьёт цыгана по спине, после чего тот убегал. Петрушка пытается сесть на лошадь, та сбрасывает его под хохот зрителей. Это могло продолжаться до тех пор, пока народ не отсмеётся. Наконец лошадь убегает, оставляя Петрушку лежащим замертво.
Приходит доктор и расспрашивает Петрушку о его болезнях. Выясняется, что у того всё болит. Между Доктором и Петрушкой происходит драка, в конце которой Петрушка сильно бьёт врага дубинкой по голове. «Какой же ты доктор, — кричал Петрушка, — коли спрашиваешь, где болит? Зачем ты учился? Сам должен знать, где болит!» Появляется квартальный. — «Ты зачем убил доктора?» Он отвечает: «Затем, что плохо свою науку знает». После допроса Петрушка бьёт дубиной квартального по голове и убивает его.
Прибегает рычащая собака. Петрушка безуспешно просит помощи у зрителей и музыканта, после чего заигрывал с собакой, обещая кормить её кошачьим мясом. Собака хватает его за нос и уволакивает, а Петрушка кричит: «Ой, пропала моя головушка с колпачком и кисточкой!» Музыка смолкает, что означает конец представления.
Если зрителям нравилось, то они не отпускали актёров, аплодировали, бросали деньги, требуя продолжения. Тогда играли маленькую сценку «Петрушкина свадьба». Петрушке приводят невесту, он осматривал её так, как осматривают лошадиные стати. Невеста ему нравится, ждать свадьбы он не хочет и начинает упрашивать её «пожертвовать собой». Со сцены, где невеста «жертвует собой», женщины уходили и уводили с собой детей. По некоторым сведениям, пользовалась большим успехом ещё одна сценка, в которой присутствовало духовное лицо. Ни в один из записанных текстов она не попала, скорее всего, её убрала цензура. Были сцены, в которых Петрушка не участвовал. Это были танцы и жонглирование мячами и палками.
Петрушка побеждал всех противников, кроме одного — Смерти. В последней, заключительной сценке Смерть забирала Петрушку с собой. Однако, так как Петрушка использовался в балаганном театре, естественно, что представление показывалось неоднократно и в разных местах. Таким образом, Петрушка, «умерший» для одного круга зрителей, «воскресал» для другого. Это даёт повод для исследователей проводить параллели между образом Петрушки и множеством различных языческих богов, бесконечно умиравших и воскресавших.
Вот что вспоминает о Петрушке Александр Бенуа:

На самом деле первыми представлениями, которыми я забавлялся, были спектакли Петрушки.
Помню во всяком случае Петрушку на даче, когда мы ещё жили в Кавалерских домах. Уже издали слышится пронзительный визг, хохот и какие-то слова — всё это произносимое Петрушечником через специальную машинку, которую он клал себе за щеку (тот же звук удается воспроизвести, если зажать себе пальцем обе ноздри). Быстро расставляются ситцевые пёстрые ширмы, «музыкант» кладёт свою шарманку на складные козлы, гнусавые, жалобные звуки, производимые ею, настраивают на особый лад… И вот появляется над ширмами крошечный и очень уродливый человечек. У него огромный нос, а на голове остроконечная шапка с красным верхом. Он необычайно подвижной и юркий, ручки у него крохотные, но он ими очень выразительно жестикулирует, свои же тоненькие ножки он ловко перекинул через борт ширмы. Сразу же Петрушка задирает шарманщика глупыми и дерзкими вопросами…
Петрушка ухаживает за ужасно уродливой Акулиной Петровной, он делает ей предложение, она соглашается и оба совершают род свадебной прогулки, крепко взявшись под ручку. Но является соперник — это бравый усатый городовой, и Акулина видимо даёт ему предпочтение. Петрушка в ярости бьёт блюстителя порядка, за что попадает в солдаты. Но солдатское учение и дисциплина не даются ему, он продолжает бесчинствовать и, о ужас, убивает своего унтера. Тут является неожиданная интермедия. Ни с того, ни с сего выныривают два, в яркие костюмы разодетых, черномазых арапа. У каждого в руках по палке, которую они ловко подбрасывают вверх, перекидывают друг другу и, наконец, звонко ею же колошматят друг друга по деревянным башкам. Интермедия кончилась. Снова на ширме Петрушка. Он стал ещё вертлявее, ещё подвижнее, он вступает в дерзкие препирательства с шарманщиком, визжит, хихикает, но сразу наступает роковая развязка. Внезапно рядом с Петрушкой появляется собранная в мохнатый комочек фигурка. Петрушка ею крайне заинтересовывается. Гнусаво он спрашивает музыканта, что это такое, музыкант отвечает: «Это барашек». Петрушка в восторге, гладит «учёного, мочёного» барашка и садится на него верхом. «Барашек» покорно делает со своим седоком два, три тура по борту ширмы, но затем неожиданно сбрасывает его, выпрямляется и, о ужас, это вовсе не барашек, а сам чёрт. Рогатый, весь обросший чёрными волосами, с крючковатым носом и длинным красным языком, торчащим из зубастой пасти. Чёрт бодает Петрушку и безжалостно треплет его, так что ручки и ножки болтаются во все стороны, а затем тащит его в преисподнюю. Ещё раза три жалкое тело Петрушки взлетает из каких-то недр высоко, высоко, а затем слышится только его предсмертный вопль и наступает «жуткая» тишина…
— Жизнь Художника. Воспоминания. Том 2. Александр Бенуа

## В XX и XXI веках
В начале XX века «Комедия о Петрушке» начинает разрушаться. Петрушечники стали появляться на детских праздниках и новогодних ёлках, текст сцен менялся, теряя свою остроту. Петрушка перестал убивать. Он размахивал дубинкой и разгонял своих врагов. Разговаривал он вежливо, а «свадьба» видоизменялась, превратившись в танец с невестой. Исчезла грубая простонародная речь, а вместе с ней и индивидуальность хулигана-балагура, на которого сбегался и стар и млад.
Отдельные элементы традиционной «Комедии о Петрушке» (в частности, свободный «раёшный» стих) использованы С. Я. Маршаком в пьесе для детского театра «Петрушка-иностранец» (1927). Здесь уличный мальчишка по имени Петрушка крадёт одежду купающегося французского инженера, приехавшего в СССР, надевает на себя и, искажая русский язык, вводит всех в заблуждение, пока его не поймает милиционер и не сдаст на перевоспитание почтенным пожилым родителям.
По состоянию на 2021 год, в России существует сообщество профессиональных петрушечников, которые продолжают работать в жанре балаганной уличной комедии. Десять кукольных театров объединены в «Гильдию Петрушечников».

## В массовой культуре

### В живописи

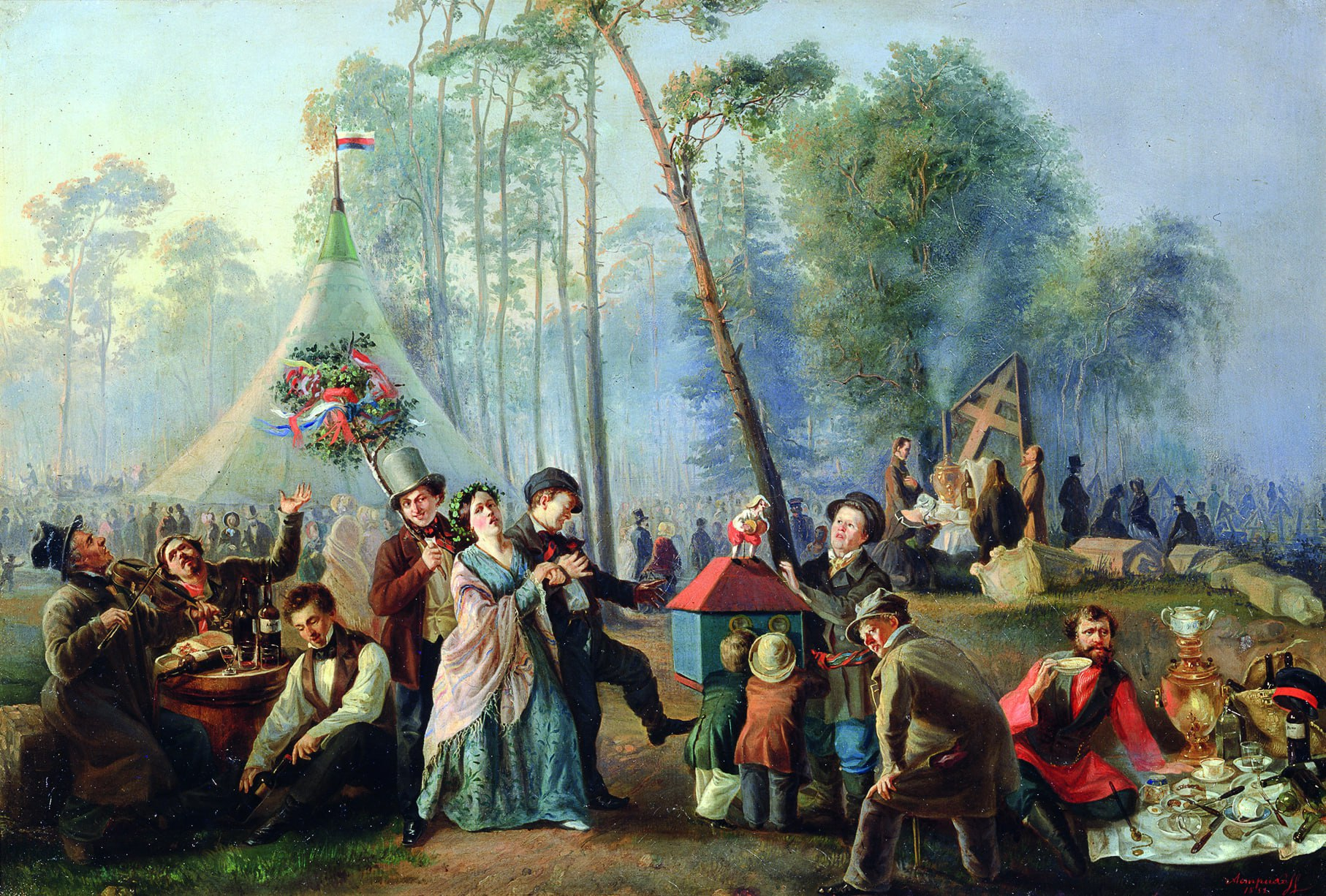
«Гулянье в Марьиной Роще». В. Г. Астахов, 1852
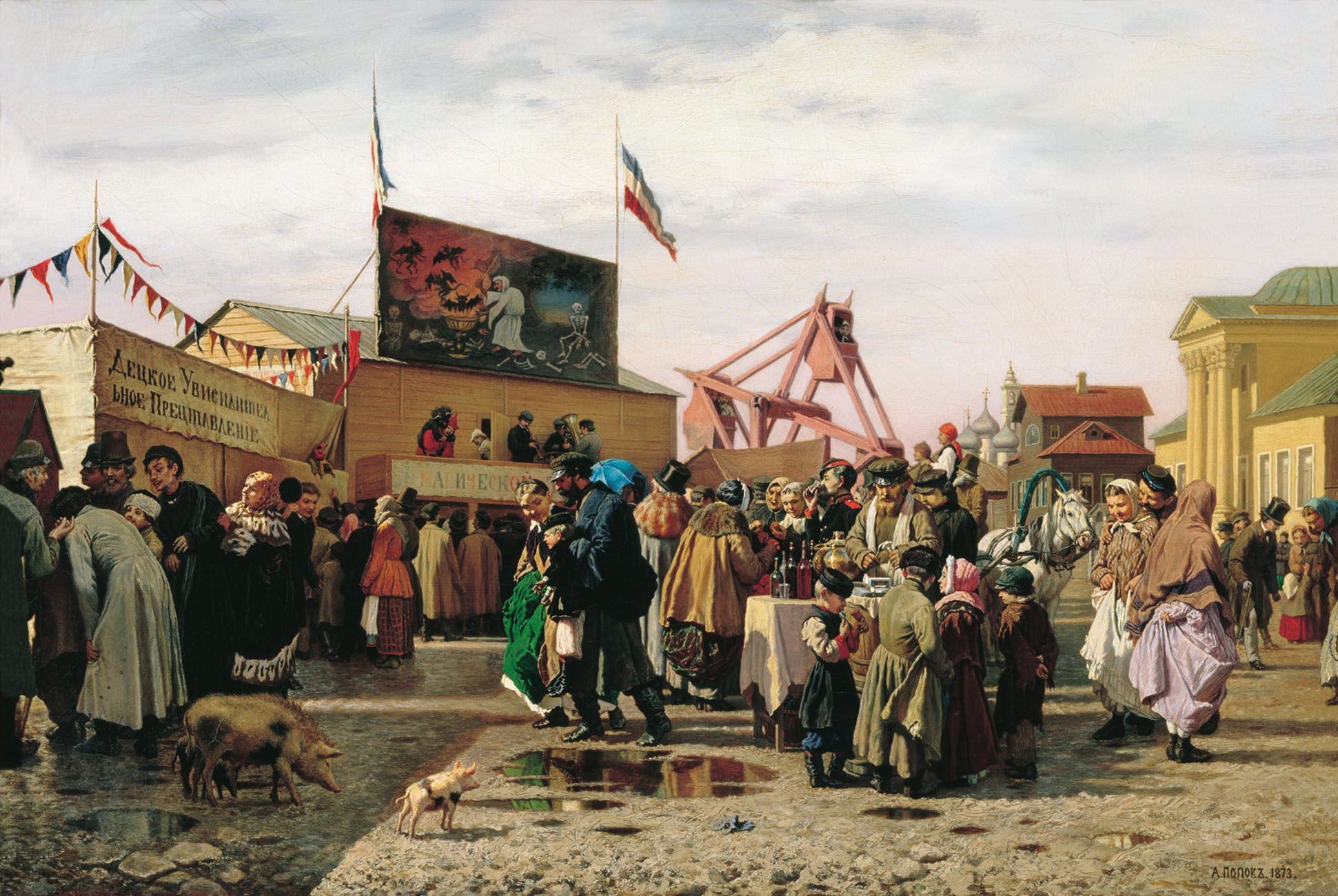
«Балаганы в Туле на Святой неделе». Андрей Попов, 1873. Слева, украшенный цветными флажками, — детский балаган с Петрушкой.
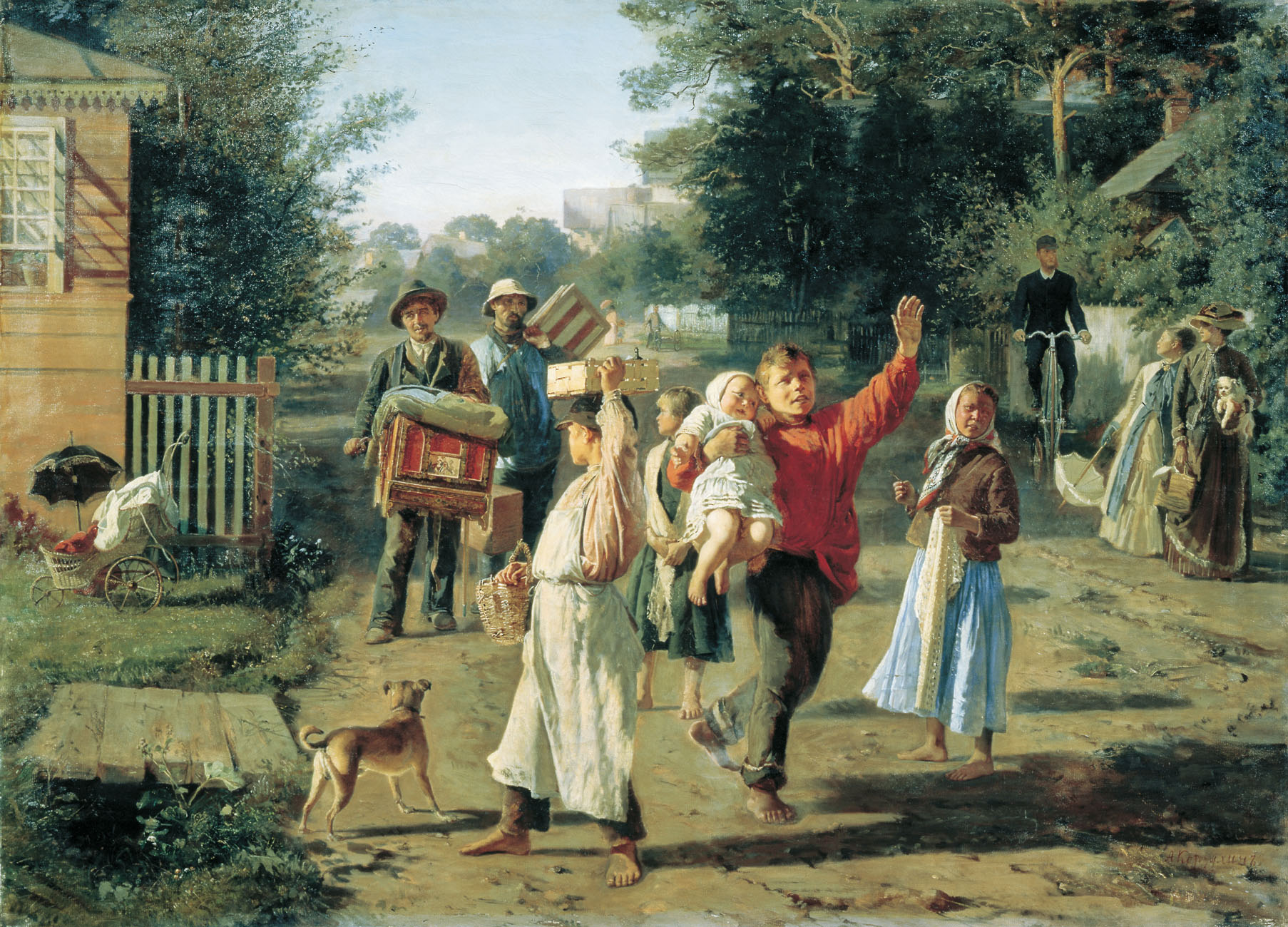
«Петрушка идёт!». Алексей Корзухин, 1888. Перед представлением в дачном поселке близ Санкт-Петербурга.

### В скульптуре

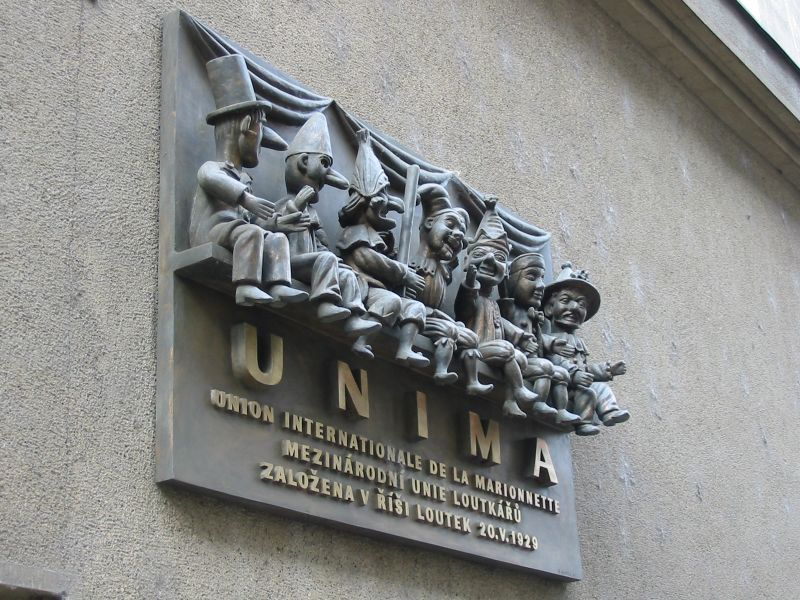
Памятная доска в Праге

В 1979 году на здании Театра «Кукольное царство» в Праге была открыта Памятная доска в память об основании организации Международный союз кукольных театров (фр. Union International de la Marionnette / UNIMA), которая объединяет кукольные театры мира. Автором барельефа является чешский скульптор Богумир Коубек.
Семь европейских стран представлены на этой памятной доске своими национальными куклами: Tchantches (Бельгия), Pulcinella (Италия), Punch (Англия), Kašpárek (Чехия), Петрушка (Россия), Guignol (Франция), Kasperl (Германия).